# Iguazú megye
Iguazú egy megye Argentína északkeleti részén, Misiones tartományban. Székhelye Puerto Esperanza.

## Földrajz
A megye Misiones tartomány északnyugati részén található az argentin–paraguayi–brazil hármashatárnál. Keleten a Paraná, északon az Iguazú folyó határolja, utóbbin található a híres Iguazú-vízesés, körülötte pedig az Iguazú Nemzeti Park.

## Népesség
A megye népessége a közelmúltban a következőképpen változott:
| Év   | Lakosság |
| ---- | -------- |
| 2001 | 65 869   |
| 2010 | 82 227   |